# Half-Life: Opposing Force
Half-Life: Opposing Force és una expansió del videojoc d'acció en primera persona de Valve Software Half-Life. Va ser desenvolupat per Gearbox Software i Valve Software i publicat per Sierra Entertainment el 13 d'octubre de 1999. Opposing Force és la primera expansió de Half-Life i es va anunciar per primera vegada l'abril de 1999. Randy Pitchford, el dissenyador líder del joc, va comentar més tard que creia que Gearbox va ser seleccionat per creat Opposing Force perquè Valve volia concentrar-se en els seus futurs projectes. Durant el període de desenvolupament, Gearbox va portar diversos talents externs de camps de la indústria dels videojocs per tal de reforçar alguns aspectes del disseny.
Opposing Force torna al mateix escenari que Half-Life, amb la diferència que el jugador no està controlant a Gordon Freeman, sinó al cap Adrian Shephard, del cos de marines dels Estats Units. Shephard és enviat per neutralitzar Black Mesa Research Facility quan un accident científic fa que quedi envaïda per alienígenes, però ràpidament descobreix que els marines són superats en nombre i aviat els fa retrocedir una segona raça alienígena i les unitats d'operacions negres.

## Jugabilitat
Com a expansió de Half-Life, Opposing Force és un videojoc d'acció en primera persona. La manera de jugar d'Opposing Force no és gaire diferent de la del Half-Life: els jugadors han d'avançar pels nivells del joc, combatre personatges no jugadors hostils i resoldre una varietat de puzles per avançar. El joc continua els mètodes de Half-Life d'una narrativa ininterrompuda. El jugador ho veu tot a través d'una perspectiva en primera persona del protagonista i manté el control del personatge controlable durant tot el joc. Els esdeveniments de la història són expressats a través de l'ús de seqüències escrites (scripted sequences) en lloc d'escenes cinemàtiques. El progrés a través del món del joc és continu; tot i això, el joc està dividit en capítols, les úniques pauses "importants" es produeixen quan el joc necessita carregar la següent part d'un ambient. A Opposing Force també hi ha disponible un extens mode multijugador, incorporant els diversos nous ambients i armes a l'original mode deathmatch utilitzat a Half-Life. Després de publicar-lo, va ser creat un nou mode capture the flag amb nivells addicionals, ítems i powerups per Gearbox pel joc.
La major part de vegades, el jugador efectua les batalles del joc per un jugador sol, però és ajudat de tant en tant per amistosos personatges no jugadors. Els guàrdies de seguretat i els científics ajudaran en alguna ocasió el jugador a accedir a noves àrees i donar-te informació important per l'argument. Tot i així, a Opposing Force apareixeran Marines dels Estats Units companys del protagonista que assistiran el jugador en combats de manera força millor que els guàrdies de seguretat. Al joc apareixen tres tipus de Marines: el soldat simplement proveirà suport en foc pel jugador amb un subfusell, una escopeta o una metralladora, el metge de combat és capaç de curar el jugador i altres personatges no jugadors, mentre que el sapador s'encarrega de derruir portes i eliminar obstacles, permetent al jugador i el seu escamot avançar sense obstruccions. Una selecció d'enemics de Half-Life ocupa el joc, incloent-hi criatures alien com headcrabs i Vortigaunts.
Una varietat de nous aliens, denominats "Raça X", també apareixen al joc, participant sovint al combat juntament amb els aliens de Xen. El jugador també es troba oponents humans en forma de desafecció d'unitats d'operacions negres que han estat enviades per destruir la base degut al fracàs dels Marines dels Estats Units d'eliminar l'amenaça alienígena. Una limitada selecció d'armament de Half-Life és assignada al jugador per defensar-se, això no obstant, també són presents moltes noves armes com un rifle de franctirador, un ganivet de combat i una varietat d'armament alienígena.

## Història

### Escenari
Les accions d'Opposing Force passen en el mateix moment que els fets de Half-Life,per tant el jugador veu algunes coses que va veure Gordon Freeman, Shephard veu un oficial realitzant una transmissió radiofònica que Freeman escolta al primer joc i visita molts llocs recognoscibles.
Al Half-Life original, una "cascada de ressonàncies" obre una escletxa dimensional, la qual fa que els aliens de Xen es teleportin a Black Mesa Research Facility. Els científics supervivents i els guàrdies de seguretat de les instal·lacions lluiten per escapar-se. Ràpidament, les forces armades dels Estats Units comencen una operació d'exterminació massiva per erradicar la presència d'aliens a Black Mesa per tal de silenciar qualsevol testimoni. Tot i això, després que Shephard quedi aïllat de la resta de la seva unitat, la missió d'exterminació és abandonada i Shephard uneix les forces amb els supervivents escampats per les instal·lacions intentant escapar-se.

### Argument
Opposing Force comença amb Shephard dins un V-22 Osprey amb el seu equip. L'equip discuteix el seu desplegament, una mica molestos perquè no els han explicat l'objectiu de la seva missió. Tot i això, quan s'estan aproximant a la zona d'Aterratge a Balck Mesa, unes criatures alienígenes aèries ataquen la formació d'helicòpters i fan que l'Osprey on viatjava Shephard s'estavelli. Shephard recupera la consciència en una àrea mèdica de Black Mesa atès per l'equip científic, assabentant-se que els marines estan sent abatudes sense parar per les forces alienígenes de Xen i que hi ha ordres de retirada. Llavors, Shephard surt a buscar un punt d'exfiltració i escapar-se de les instal·lacions. No obstant això, l'enigmàtic G-Man evita que Shephard arribi al punt d'exfiltració, fent que l'aeronau d'evacuació marxi sense ell.
Altres marines que també s'han quedat enrere s'alien amb Shephard i intenten arribar a un altre punt d'exfiltració prop del Complex Lambda de Black Mesa, però de camí són atacats per unitats d'operacions negres, que tenen com a missió contenir totalment la situació i eliminar els supervivents. Shephard aconsegueix arribar al Complex Lambda amb vida i veu breument Gordon Freeman com es teleporta a Xen en els últims moments de Half-Life. Per escapar-se de la cambra de teleportació, Shephard ha d'entrar en un portal diferent que el porta breument a Xen abans de col·locar-lo en una àrea completament diferent de les instal·lacions. Ara, Black Mesa està greument derruïda i aviat es fa evident que una nova raça alienígena, la Raça X, ha aprofitat l'ocasió per dur a terme una invasió localitzada, atacant tant les forces humanes com les de Xen de manera indiscriminada. Els combats entre les unitats d'operacions negres i la Raça X es tornen més intensos ràpidament.
Aviat troba més unitats de marines abandonades a les ruïnes de la base, i intenta obrir-se camí per tal d'arribar a una sortida més enllà de la unitat d'emmagatzematge de les instal·lacions, però es troba gran resistència per part de la Raça X i de les unitats d'operacions negres. Un guàrdia de seguretat de Black Mesa supervivent li explica a Shephard que els operadors negres tenen la intenció de detonar una arma nuclear estratègica a la base per tal d'aïllar totalment l'incident i no deixar cap supervivent. Després de neutralitzar amb èxit la unitat de guàrdia d'operacions negres, Shephard desactiva l'artefacte i continua el seu camí cap als magatzems, que queden a prop, per escapar-se. Tot i això, G-Man torna a activar l'artefacte quan Shephard marxa. La unitat d'emmagatzematge s'ha convertit en un camp de batalla entre la Raça X i les unitats d'operacions negres, i tot i que Shephard fa el possible per evitar-los, un altre guarda de seguretat l'informa que ha arribat alguna cosa enorme a través d'un portal alienígena que bloqueja la sortida.
Al portal, Shephard descobreix un cuc genètic, una criatura gegant que facilita la invasió de la Raça X. Shephard aconsegueix matar la criatura, però just després G-Man el teleporta a un Osprey. Felicita el soldat per tot el que ha aconseguit, l'arma nuclear detona al fons, destruint Black Mesa. El joc s'acaba amb G-Man retenint Shephard un lloc on no pot causar danys ni pot ser danyat, pendent de ser avaluat.

## Desenvolupament
Half-Life: Opposing Force va ser anunciat per primera vegada pel desenvolupador Gearbox Software el 15 d'abril de 1999. A la seva publicació a la premsa, el fundador Randy Pitchford va dir: "el nostre objectiu principal és mantenir la integritat de Half-Life i proporcionar noves experiències que augmentin la sensació de l'original", i també anunciava que l'expansió permetria al jugador jugar com un dels soldats que apareixien al joc original. El nom Opposing Force té un doble significat, es pot referir tant al fet que el jugador ara és un dels enemics com a la tercera llei del moviment de Newton. En una nova entrevista, Pitchford va dir que creia que el fet que Valve Software oferís a Gearbox la possibilitat de fer una expansió de Half-Life venia d'un desig "de poder centrar-se en futurs títols". A més, Pitchford va comentar que Valve i Gearbox havien estat d'acord que no havien de modificar molt el motor gràfic utilitzat per Half-Life i Opposing Force perquè era "un risc d'espatllar tot el treball meravellós" que estava creant la comunitat creadora de Mods del joc. A l'E3 de 1999 va ser revelada informació substancial a la direcció de desenvolupament d'Opposing Force, així com noves zones, personatges i història. El web oficial d'Opposing Force, allotjada pel publicador Sierra Studios, va ser posat online el juliol de 1999.
Durant el curs del desenvolupament del joc, Gearbox va aconseguir talents d'exteriors per ajudar a dissenyar alguns aspectes del joc. El juny de 1999, Gearbox va anunciar que el famós dissenyador de nivells Richard Gray podria ajudar a desenvolupar els aspectes multijugador del joc. Molts altres dissenyadors es van incorporar més tard al projecte el setembre de 1999, amb l'experiència col·lectiva del desenvolupament de Daikatana, Quake II, Doom, i Shadow Warrior. En els dos mesos següents, es van publicar imatges i vídeos que mostraven una varietat de captures de pantalla (screenshots). El joc va ser publicat l'1 de novembre de 1999. Més tard, Gearbox va llançar una actualització multijugador 
el maig de 2000, afegint un nou mode capture the flag al joc. Opposing Force també va ser llançat com a part de la recopilació de Sierra Half-life: Generation el 2002 i com aprt de Half-Life 1: Anthology de Valve Software i Electronic Arts el 26 de setembre de 2005.

## Protagonista
El cap Adrian Shephard és el personatge principal i el protagonista silenciós de Half-Life: Opposing Force, la primera expansió oficial de Half-Life creada per Gearbox Software.
En Shephard, un cap del Cos de Marines dels Estats Units de 22 anys assignat al Hazardous Environment Combat Unit (HECU) d'Arizona, un dels homes enviats a Black Mesa Resarch Facility per matar els aliens i després silenciar a tots els testimonis, especialment a un científic anomenat Gordon Freeman, el protagonista del videojoc original. No obstant això, després de la "Cascada de Ressonancies", l'Adrian se separa de la seva unitat i intenta lluitar per sobreviure.
A diferència dels altres marines, ell traballa amb els científics i guàrdies, cada vegada més desconfiats, per sortir de Black Mesa amb vida. Aquesta és la raó per la qual mai rep ordres de matar-los. En Shephard i en Freeman van avançant durant el joc, només observen el culminant esdeveniment del joc original. Ell mai al costat o en contra de Gordon Freeman.
Sembla que en G-Man té interessos en Shephard, fins i tot abans de l'incident de Black Mesa. Fins tres mesos abans, en Shephard va veure en G-Man durant l'entrenament dels reclutes. En Shepard desactiva la bomba termonuclear dels Black Ops, però en G-Man la reactiva i Black Mesa és destruïda. Al final, en G-Man expressa un grau de respecte per la capacitat d'en Shephard, elogiant-lo per tenir la capacitat d'"adaptar-se i sobreviure a totes les probabilitats de mort" que "el recorden a ell mateix".
En Shephard no apareix ni a Half-Life 2, ni a Half-Life 2: Episode One ni a Half-Life 2: Episode Two, però, tot i així, té un gran nombre de fans, que han jugat a aquests jocs, en Gabe Newell va insinuar que potser algun dia tornaria a aparèixer. En Doug Lombardi va ser entrevistat per Eurogamer i va dir que tot i que Valve no té cap projecte secret sobre en Shephard en aquests moments, els agradaria fer servir a en Shephard una altra vegada en el futur. Va afegir que en Shephard va agradar molt als fans i a Valve quan van acabar de jugar a Opposing Force.
Molts es pensen que en Shephard podria ser el protagonista del joc de Valve: Portal que té l'arma principal, la Aperture Science Handheld Portal Device (ASHPD), que té les inicials A.S.H.P.D. - A drian S h e p har d. Tot i així, en Gabe Newell va comentar que és una 'coincidència total' i que en Shephard no apareix en el joc. Això sembla veritat, ja que l'únic personatge humà que apareix a Portal és el protagonista femení. És interessant comentar que, al Portal, la pantalla del fons canvia per deixar veure un teclat amb les lletres A, D, R, I, N, S, H, E i una P seleccionada. Aquestes són les lletres que formen el nom del Cap Shephard.
Cal destacar que mentre en Shephard obserbava la teleportació d'en Gordon Freeman a Xen, tenia l'opció de seguir-lo fins al teletransportador abans que es col·lapsés. Tot i així, si feia això, en Shephard acabava veient-lo quan es teleporta a un lloc a Xen uns quants metros més lluny d'en Gordon, abans de caure en mig de l'espai.

## Recepció de la crítica
Opposing Force va rebre una recepció molt favorable dels crítics, aconseguint una puntuació de 86% a la ressenya del web agregador Game Rankings. Encara que el nombre de les vendes del joc a Steam no ha estat publicat, Opposing Force ha venut més d'1,1 milions de còpies en venda al detall. L'encarregat de ressenyes de Computer and Video Games Kim Randell, va dir que "Gearbox òbviament s'ha esforçat per proveir una experiència similar a l'original". També es va elogiar el mode multijugador del joc; Randell va afirmar que les noves incorporacions pel multijugador són el que fan destacar realment Opposing Force. Randell va acabar la ressenya concloent que Opposing Force és "un triomf increïble".
Erik Wolpaw, escriptor de Gamespot, va dir que moltes expansions eren mediocres, "és apropiat que l'Opposing Force de gearbox Software, l'expansió oficial del redefinidor del gènere, Half-Life, continuï sent un estàndard de qualitat per jocs d'acció futurista". Wolpaw va elogiar el disseny de la campanya per un jugador, comentant que "pots sentir l'entusiasme dels dissenyadors com una escena memorable que es va estenent i t'obliga a continuar jugant". Tot i les crítiques d'alguns elements de la intel·ligència artificial del joc i les descripcions d'alguns dels nous models com "simplement aparadorisme", la ressenya va concloure en que Opposing Force era una "apassionada aplicació de disseny creatiu".
Altres ressenyes van reflectir molts dels aspectes positius del joc. GamePro va dir que "Gearbox ha fet molt bona feina en crea no només un add-on per Half-Life, sinó com una continuació d'una obra mestra", elogiant el disseny dels nivells i la història, però va notificar que era una mica massa curt. Això no obstant, alguns crítics no van estar d'acord en la idea que Opposing Force era tan influent com alguns ressenyadors havien escrit. PC Zone va dir que "el gust que et deixa a la boca és amarg", però va concloure que "va ser un bon cap de setmana digne d'entreteniment".

## Característiques noves
Sent una expansió, Opposing Force afegia molts aspectes nous i potencial a la jugabilitat de Half-Life. Per exemple, la introducció semblant a un squad-based. Mentre que el jugador al Half-Life original ha de comptar amb models idèntics de guàrdies de seguretat, el jugador a Opposing Force pot confiar en altres soldats de diferents tipus, incloent-hi un soldat de suport, un especialista en armes pesants, un enginyer i un metge. Cada classe posseïx habilitats úniques, com l'enginyer, que és capaç de tirar les portes blindades a terra amb un soldador i el metge és capaç de curar els companys d'equip. La IA va ser millorada per permetre una millor coordinació en accions ofensives durant un combat.
Opposing Force també va incloure moltes armes noves. Una arma basada en les criatures barnacle que actua com un garfi. Altres armes orgàniques com un Llançador d'Espores i el Shock Roach basades en els aliens de la Raça X, inèdita al joc. En el mode per un jugador, moltes d'aquestes armes substitueixen les seves homòlogues de Half-Life (Desert Eagle - Colt Python, M40A1 - Ballesta, Pipe wrench/Ganivet de combat - Palanca). Tot i així, en el mode multijugador, el jugador pot portar les noves armes d'Opposing Force i les variants de Half-Life al mateix temps, mentre que els trucs també fan possible tenir i utilitzar aquestes armes en el mode per un jugador.
Addicionalment, també es va afegir un nou model de guàrdia de seguretat. Igual que en Barney, Otis, també es va anomenar a partir d'un personatge de The Andy Griffith Show, complint un paper semblant. Tenint l'aspecte d'un guàrdia gras i calb, Otis pot seguir a Shephard, ajudant-lo durant un combat. Tot i així, Otis va equipat amb una Desert Eagle, causant més mal en els tirotejos que Barney, el qual va armat amb la Glock 17, no tan efectiva.

## Curiositats
- L'instructor superior Dwight T. Barnes (doblat per Jon St. John) que apareix a la secció d'entrenament, està modelat a partir del sergent Hartman interpretat per R. Lee Ermey de Full Metal Jacket, de Stanley Kubrick. El mateix instructor també diu "vols venir i fer-me caure?" quan pugem a dalt d'una plataforma escalant una corda. Aquesta frase és pronunciada pel sergent Hulka a la pel·lícula Stripes durant un entrenament similar.
- Per matar el Pit Worm, Shephard ha d'activar la vàlvula (valve) i la caixa de canvis (gearbox), i òbviament fa referència als desenvolupadors Valve Software i Gearbox Software.
- Una de les habitacions al nivell del Pit Worm s'assembla molt al triturador d'escombraries a Star Wars, particularment l'estampat de llums sobre la porta d'entrada.
- Si el jugador entra al portal de Xen al qual entra Gordon, el joc s'acabarà, acusant al jugador d'intentar repetir la història - "Avaluació finalitzada: El subjecte intentava crear una paradoxa temporal."
- Mentre juguem al tutorial "Boot Camp", el jugador pot veure clarament els noms dels desenvolupadors escrits a cada bagul a les instal·lacions dels quarters.
- Al capítol "Marxem", abans de la primera trobada amb el shock trooper, un guàrdia de seguretat pregunta: "Has vist el nou IG-88" en una referència a Star Wars.
- En una de les habitacions pots veure clarament una fotografia de Gordon Freeman amb el text "empleat del mes" escrit a sobre.

## Banda sonora
Tota la música està composta per Chris Jensen.
| - 1. "The Beginning " - 02:03 - 2. "Lost in Thought" - 01:19 - 3. "Danger Rises" - 01:11 - 4. "Soothing Antagonist" - 01:25 - 5. "Run" - 00:51 - 6. "Open the Valve" - 01:22 - 7. "Tunnel" - 01:24 - 8. "Chamber" - 01:32 - 9. "Maze" - 00:57 - 10. "Alien Forces" - 01:14 | - 11. "Scientific Proof" - 00:15 - 12. "Planet" - 01:30 - 13. "Orbit" - 00:46 - 14. "Name" - 01:50 - 15. "Listen" - 00:15 - 16. "Fright" - 00:06 / 01:02 (vegeu nota) - 17. "Storm" - 01:36 - 18. "Trample" - 01:16 - 19. "Bust" - 01:47 |

(Nota: És destacable que certes músiques com "Fright" (pista 16) han estat guardades per a Blue Shift, encara que la duració sigui d'un minut més.)